# Domo-kun
Domo-kun (どーもくん?) es la mascota de la cadena de televisión NHK de Japón. En muchos de sus cortos se emplea la técnica de animación conocida como stop-motion. Debutó en la televisión japonesa el 22 de diciembre de 1998 (Día del décimo aniversario de la televisión satelital en Japón). 

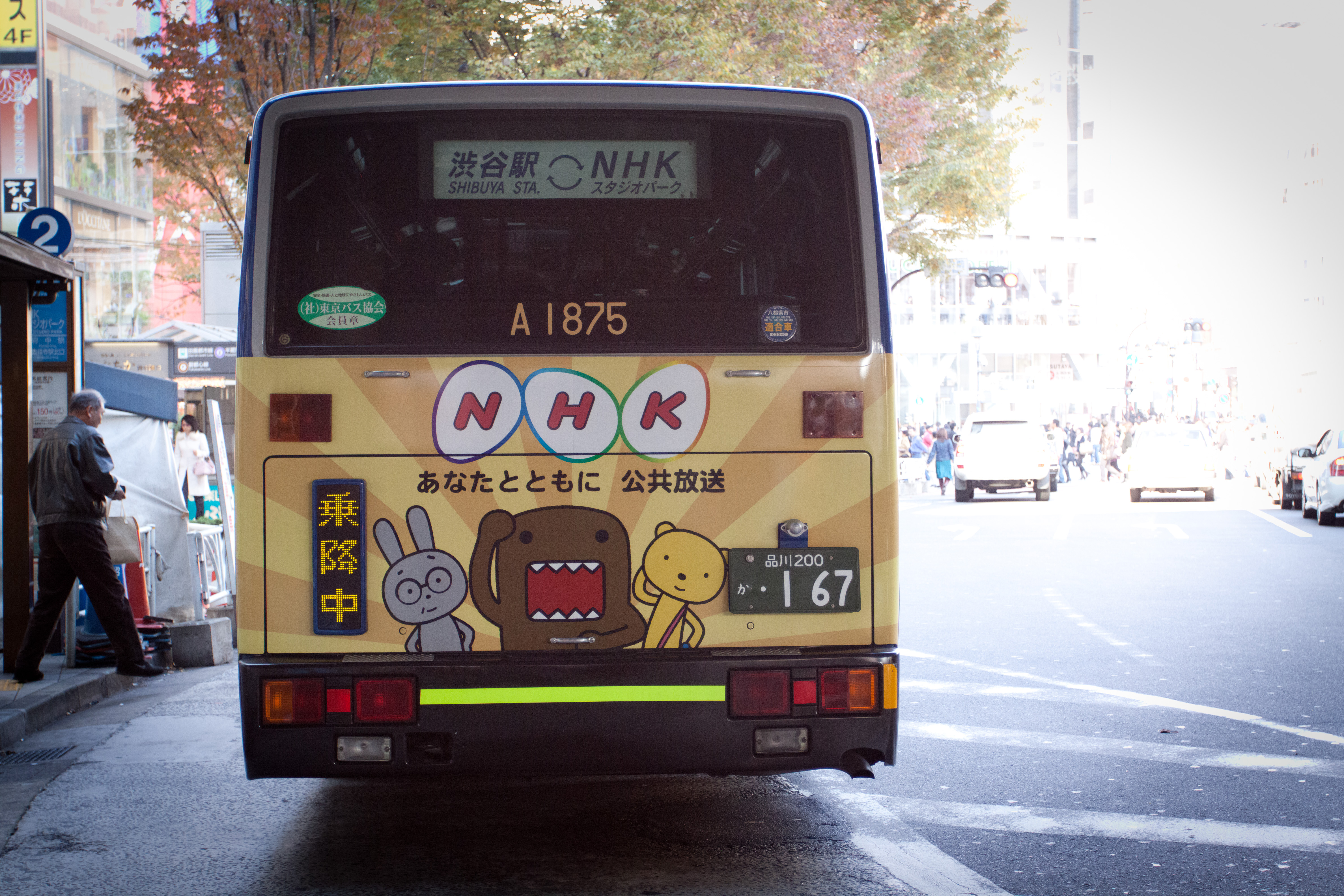
Un anuncio de NHK en la parte trasera del autobús. La mascota marrón en el centro es "Domo-kun".

Los cortos presentando a Domo fueron dirigidos por el animador japonés kun Gōda. Gōda dice que, al usar este proceso, uno puede "crear un trabajo lleno de sentimiento".
Es una pequeña criatura marrón ovípara con apariencia de monstruo extraño; tiene los ojos negros y una boca abierta que revela sus dientes puntiagudos. Nació de un huevo y vive en una cueva subterránea con el abuelo Usaji (del japonés, "Usagi" = conejo, "Oyaji" = hombre mayor), un sabio conejo que adora ver la televisión y tomar té. También en esa cueva convive con dos murciélagos: Shinobu, que tiene un problema con bebidas alcohólicas, y su hija Morio. Otro personaje de la serie de cortos es Tashanna, una comadreja adolescente que sueña con ser una modelo en Tokio.

## Etimología
El nombre de Domo-kun proviene del segundo episodio del programa, en el cual se escucha a un presentador de televisión decir las palabras: «Dōmo konnichiwa», que se puede traducir como «muy buenas tardes», y Kun, que es el honorífico usado para referirse a los varones jóvenes en japonés.

## Difusión del personaje
Domo-kun se ha convertido en un icono de la sociedad japonesa (reconocido por el 90% de los colegiales) del que se venden todo tipo de artículos. La pasión por coleccionarlos también ha llegado a Estados Unidos, evidenciada por su alta presencia en eBay.

## Salto a la fama
Lo que hizo famoso a Domo-kun en EE. UU. son los pequeños muñecos de peluche con su imagen, especialmente vistos en coches japoneses modificados, sobre todo en las calles de Nueva York, Los Ángeles y Miami.
Nickelodeon transmitió la serie en sus cortes comerciales doblada al español en Latinoamérica, siendo estrenada en dicha región el 23 de junio de 2008 y traducida a la lengua catalana en Cataluña esa misma fecha.
En 2013, NHK, cumpliendo 60 años de televisión, hizo una proyección especial cerca de su sede, protagonizado por Domo.

## Domo-kun en varios idiomas
- Inglés: Domo, Domo-kun.
- Japonés: どーもくん.
- Español: Domo o Domo-kun.
- Portugués: Domo, Domo-kun y Mafagafo.
- Ruso: Домо-кун.